# En thérapie
En thérapie est une série télévisée française, créée par Éric Toledano et Olivier Nakache, diffusée sur Arte du 4 février 2021 au 19 mai 2022.
En thérapie est une libre adaptation de la  série israélienne BeTipul (בטיפול), imaginée par Hagai Levi, et de son adaptation américaine, En analyse (In Treatment).

## Synopsis
Saison 1
Paris, automne 2015, au lendemain des attentats du 13 novembre, le Dr Philippe Dayan, un psychiatre et psychanalyste, reçoit chaque semaine cinq patients pour différentes raisons. Le vendredi soir, il consulte lui-même sa contrôleuse.
Les épisodes se succèdent par séries de cinq, représentant une semaine de rendez-vous : le lundi Ariane, une chirurgienne, le mardi Adel Chibane, policier de la BRI, le mercredi Camille, adolescente sportive de haut niveau et victime d'un accident à vélo et le jeudi Léonora et Damien, un couple en crise. Le vendredi, le psychanalyste fait le point sur ses propres doutes avec sa contrôleuse Esther, amie et veuve de son ancien mentor.
Saison 2
Paris, printemps 2020, au lendemain du confinement, le Dr Philippe Dayan accueille quatre nouveaux patients : Inès, une avocate quadragénaire et solitaire, Robin, un adolescent en surpoids victime de harcèlement scolaire, fils du couple de Léonora et Damien de la saison 1, Lydia, une étudiante venue partager un sombre secret concernant sa santé et Alain, un chef d’entreprise pris dans une tourmente médiatique. La saison développe aussi le quotidien compliqué du psychanalyste, le docteur Dayan, qui est divorcé et attaqué en justice par la famille de l’un de ses anciens patients. Il se tourne vers Claire, une analyste et essayiste de renom, et sollicite son soutien pour son procès.

## Distribution

### Rôles principaux
Note : Le tableau suivant répertorie uniquement les acteurs principaux, classés en fonction du nombre d'épisodes dans lesquels ils ont joué
Légende :
En vert = Acteurs ayant le statut de principaux
En rouge = Acteurs ayant eu le statut de principaux avant d'obtenir le statut de récurrents.
En bleu = Acteurs ayant eu ou possédant ensuite le statut d'invité.
| Acteur               | Personnage        | Saison 1   | Saison 2   |
| -------------------- | ----------------- | ---------- | ---------- |
| Frédéric Pierrot     | Dr Philippe Dayan | Principal  | Principal  |
| Mélanie Thierry      | Ariane            | Principale |            |
| Reda Kateb           | Adel              | Principal  |            |
| Céleste Brunnquell   | Camille           | Principale |            |
| Clémence Poésy       | Léonora           | Principale | Récurrente |
| Pio Marmaï           | Damien            | Principal  | Récurrent  |
| Carole Bouquet       | Esther            | Principale | Invitée    |
| Eye Haïdara          | Inès              |            | Principale |
| Aliocha Delmotte     | Robin             |            | Principal  |
| Suzanne Lindon       | Lydia             |            | Principale |
| Jacques Weber        | Alain             |            | Principal  |
| Charlotte Gainsbourg | Claire            |            | Principale |

### Rôles secondaires
- Elsa Lepoivre : Charlotte Dayan, la femme de Philippe (saison 1)
- Milo Machado-Graner : Adam Dayan, le fils de Philippe (saison 1)
- Louise Labèque : Lisa Dayan, la fille de Philippe (saisons 1 & 2)
- Arnaud Pépin : Nicolas, l'entraîneur de natation de Camille (saison 1)
- Damien Zanoly : un patient (saison 1)
- Altynay Tuganbek : la femme de ménage des Dayan (saison 1)
- Sophie Cattani : la mère de Camille (saison 1)
- Djemel Barek : Mohammed Chibane, le père d'Adel (saison 1)
- Juliette Duret : Audrey Chibane, la femme d'Adel (saisons 1 & 2)
- Bryan Polach : Vincent, le meilleur ami d'Adel (saison 1)
- Nathan Dellemme (ht) : un ami d'Adel (saison 1)
- Vincent Deniard : un ami d'Adel (saison 1)
- Jehan Renard : le fils d'Adel (saison 1)
- Pascal Demolon : Sylvain, le père de Camille (saison 1)
- Agnès Jaoui : Rebecca, amante de Philippe (saison 2)
- Sharif Andoura : Maître Rousseau, l'avocat de Philippe (saison 2)
- Raphaël Cohen : Antoine, l'ex-copain de Lydia (saison 2)
- Dan Neuchat : Philippe Dayan enfant (saison 2)
- Djibril Yoni : un chauffeur de Uber (saison 2)
- Ahmed Abdel-Laoui : un chauffeur de Uber (saison 2)
- Mathieu Capella : Adam Dayan, le fils de Philippe (saison 2)
- Carole Franck : l'avocate d'Audrey Chibane (saison 2)
- Dominique Valadié : la juge (saison 2)
- Christian Benedetti : le procureur (saison 2)
- Elsa Bougerie : la greffière (saison 2)
- Antoine Chappey : un patient  (saison 2)
- Clémence Coullon : Anouk, la fille d'Alain (saison 2)
- Arieh Worthalter : Mathias Miller, un employé de la Pitié-Salpétrière (saison 2)

## Personnages
- Dr Philippe Dayan, le psychiatre
- Ariane, une chirurgienne
- Adel, un policier de la BRI
- Camille, une jeune nageuse accidentée
- Léonora, l'épouse, puis, ex de Damien et mère de Robin
- Damien, l'époux puis, ex de Léonora et père de Robin
- Esther, l'amie et contrôleuse de Philippe
- Inès, une avocate quadragénaire
- Robin, un adolescent, fils de Léonora et Damien
- Lydia, une étudiante
- Alain, un chef d'entreprise
- Claire, une analyste et essayiste de renom

## Fiche technique
- Titre original : En thérapie
- Création : Éric Toledano et Olivier Nakache, d'après la série télévisée israélienne BeTipul, créée par Hagai Levi, Nir Bergman et Ori Sivan (en)
- Réalisation : 
  - Saison 1 : Éric Toledano, Olivier Nakache, Pierre Salvadori, Nicolas Pariser,  Mathieu Vadepied
  - Saison 2 : 
    - Agnès Jaoui, épisodes relatifs au personnage d'Inès
    - Éric Toledano et Olivier Nakache, épisodes relatifs aux personnages de Robin et Philippe
    - Arnaud Desplechin, épisodes relatifs au personnage de Lydia
    - Emmanuelle Bercot, épisodes relatifs au personnage d'Alain
    - Emmanuel Finkiel, épisodes relatifs au personnage de Claire
- Scénario : David Elkaïm, Vincent Poymiro, Pauline Guéna, Alexandre Manneville, Nacim Mehtar, Éric Toledano, Olivier Nakache
- Direction artistique : Mathieu Vadepied
- Costumes : Aurélie Rogemond, Marion Viel
- Décors : Étienne Rohde
- Maquillage : Jean-Christophe Roger, Guillaine Duclos, Tina Rovère
- Musique : Yuksek
- Producteurs : Yaël Fogiel, Laetitia Gonzalez, Éric Toledano et Olivier Nakache
  - Producteurs exécutifs : Lionel Uzan, Pascal Breton
- Sociétés de production : Les Films du poisson, Arte, Federation Entertainment, Ten Films
- SOFICA : Cinémage 14, Cinéventure 5, Cofinova 16, SG Image 2018
- Sociétés de distribution : Arte (télévision)
- Pays d'origine : France
- Langue originale : français
- Format : couleur
- Genre : Série dramatique
- Durée par épisode : 21–30 minutes

## Épisodes
| Saisons | Nombre d'épisodes | Diffusion originale | Diffusion originale |
| Saisons | Nombre d'épisodes | Début de saison     | Fin de saison       |
| ------- | ----------------- | ------------------- | ------------------- |
| 1       | 35                | 4 février 2021      | 18 mars 2021        |
| 2       | 35                | 7 avril 2022        | 19 mai 2022         |

### Saison 1
Tous les épisodes de la saison 1 sont en ligne sur le site arte.tv à partir du 28 janvier 2021. La première saison est diffusée à partir du 4 février 2021 sur Arte.
| Numéro | Titre                                            | Date de 1re diffusion à la télévision |
| ------ | ------------------------------------------------ | ------------------------------------- |
| 1      | Ariane – lundi 16 novembre 2015, 9 h             | 4 février 2021                        |
| 2      | Adel – mardi 17 novembre 2015, 10 h              | 4 février 2021                        |
| 3      | Camille – mercredi 18 novembre 2015, 11 h        | 4 février 2021                        |
| 4      | Léonora et Damien – jeudi 19 novembre 2015, 17 h | 4 février 2021                        |
| 5      | Esther – vendredi 20 novembre 2015, 19 h         | 4 février 2021                        |
| 6      | Ariane – lundi 23 novembre 2015, 9 h             | 11 février 2021                       |
| 7      | Adel – mardi 24 novembre 2015, 10 h              | 11 février 2021                       |
| 8      | Camille – mercredi 25 novembre 2015, 11 h        | 11 février 2021                       |
| 9      | Léonora et Damien – jeudi 26 novembre 2015, 17 h | 11 février 2021                       |
| 10     | Esther – vendredi 27 novembre 2015, 19 h         | 11 février 2021                       |
| 11     | Ariane – lundi 30 novembre 2015, 9 h             | 18 février 2021                       |
| 12     | Adel – mardi 1er décembre 2015, 10 h             | 18 février 2021                       |
| 13     | Camille – mercredi 2 décembre 2015, 11 h         | 18 février 2021                       |
| 14     | Léonora et Damien – jeudi 3 décembre 2015, 17 h  | 18 février 2021                       |
| 15     | Esther – vendredi 4 décembre 2015, 19 h          | 18 février 2021                       |
| 16     | Ariane – lundi 7 décembre 2015, 9 h              | 25 février 2021                       |
| 17     | Adel – mardi 8 décembre 2015, 10 h               | 25 février 2021                       |
| 18     | Camille – mercredi 9 décembre 2015, 11 h         | 25 février 2021                       |
| 19     | Léonora et Damien – jeudi 10 décembre 2015, 17 h | 25 février 2021                       |
| 20     | Esther – vendredi 11 décembre 2015, 19 h         | 25 février 2021                       |
| 21     | Ariane – lundi 14 décembre 2015, 9 h             | 4 mars 2021                           |
| 22     | Adel – mardi 15 décembre 2015, 10 h              | 4 mars 2021                           |
| 23     | Camille – mercredi 16 décembre 2015, 11 h        | 4 mars 2021                           |
| 24     | Léonora – jeudi 17 décembre 2015, 17 h           | 4 mars 2021                           |
| 25     | Esther – vendredi 18 décembre 2015, 15 h         | 4 mars 2021                           |
| 26     | Ariane – lundi 21 décembre 2015, 9 h             | 11 mars 2021                          |
| 27     | Adel – mardi 22 décembre 2015, 10 h              | 11 mars 2021                          |
| 28     | Camille – mercredi 23 décembre 2015, 11 h        | 11 mars 2021                          |
| 29     | Léonora et Damien – jeudi 24 décembre 2015, 17 h | 11 mars 2021                          |
| 30     | Ariane – samedi 2 janvier 2016, 11 h             | 11 mars 2021                          |
| 31     | Mohammed Chibane – lundi 4 janvier 2016, 10 h    | 18 mars 2021                          |
| 32     | Esther – mardi 5 janvier 2016, 9 h               | 18 mars 2021                          |
| 33     | Camille – mercredi 6 janvier 2016, 11 h          | 18 mars 2021                          |
| 34     | Léonora et Damien – jeudi 7 janvier 2016, 17 h   | 18 mars 2021                          |
| 35     | Esther – vendredi 8 janvier 2016, 10 h           | 18 mars 2021                          |

### Saison 2
Tous les épisodes de la saison 2 sont en ligne sur le site arte.tv à partir du 31 mars 2022. La deuxième saison est diffusée à partir du 7 avril 2022 sur Arte.
| Numéro | Titre                                       | Date de 1re diffusion à la télévision |
| ------ | ------------------------------------------- | ------------------------------------- |
| 1      | Inès – lundi 18 mai 2020, 9 h               | 7 avril 2022                          |
| 2      | Robin – mardi 19 mai 2020, 17 h             | 7 avril 2022                          |
| 3      | Lydia – mercredi 20 mai 2020, 9 h           | 7 avril 2022                          |
| 4      | Alain – jeudi 21 mai 2020, 20 h             | 7 avril 2022                          |
| 5      | Claire – vendredi 22 mai 2020, 18 h         | 7 avril 2022                          |
| 6      | Inès – lundi 25 mai 2020, 7 h 30            | 14 avril 2022                         |
| 7      | Robin – mardi 26 mai 2020, 17 h             | 14 avril 2022                         |
| 8      | Lydia – mercredi 27 mai 2020, 9 h           | 14 avril 2022                         |
| 9      | Alain – jeudi 28 mai 2020, 20 h             | 14 avril 2022                         |
| 10     | Claire – vendredi 29 mai 2020, 18 h         | 14 avril 2022                         |
| 11     | Inès – lundi 1er juin 2020, 7 h 42          | 21 avril 2022                         |
| 12     | Robin – mardi 2 juin 2020, 17 h             | 21 avril 2022                         |
| 13     | Lydia – mercredi 3 juin 2020, 8 h 15        | 21 avril 2022                         |
| 14     | Alain – jeudi 4 juin 2020, 20 h 30          | 21 avril 2022                         |
| 15     | Philippe – vendredi 5 juin 2020, 14 h       | 21 avril 2022                         |
| 16     | Inès – lundi 8 juin 2020, 7 h 35            | 28 avril 2022                         |
| 17     | Robin – mardi 9 juin 2020, 17 h             | 28 avril 2022                         |
| 18     | Lydia – mercredi 10 juin 2020, 9 h          | 28 avril 2022                         |
| 19     | Alain – jeudi 11 juin 2020, 20 h            | 28 avril 2022                         |
| 20     | Claire – vendredi 12 juin 2020, 18 h        | 28 avril 2022                         |
| 21     | Inès – lundi 22 juin 2020, 7 h 30           | 5 mai 2022                            |
| 22     | Robin – mardi 23 juin 2020, 15 h            | 5 mai 2022                            |
| 23     | Lydia – mercredi 24 juin 2020, 9 h          | 5 mai 2022                            |
| 24     | Alain – jeudi 25 juin 2020, 20 h            | 5 mai 2022                            |
| 25     | Claire – vendredi 26 juin 2020, 18 h        | 5 mai 2022                            |
| 26     | Inès – lundi 29 juin 2020, 7 h 30           | 12 mai 2022                           |
| 27     | Robin – mardi 30 juin 2020, 17 h            | 12 mai 2022                           |
| 28     | Lydia – mercredi 1er juillet 2020, 9 h      | 12 mai 2022                           |
| 29     | Alain et Anouk – jeudi 2 juillet 2020, 13 h | 12 mai 2022                           |
| 30     | Claire – vendredi 3 juillet 2020, 18 h      | 12 mai 2022                           |
| 31     | Inès – lundi 6 juillet 2020, 7 h 30         | 19 mai 2022                           |
| 32     | Robin – mardi 7 juillet 2020, 17 h          | 19 mai 2022                           |
| 33     | Lydia – mercredi 8 juillet 2020, 9 h 30     | 19 mai 2022                           |
| 34     | Alain – jeudi 9 juillet 2020, 20 h          | 19 mai 2022                           |
| 35     | Claire – vendredi 10 juillet 2020, 18 h     | 19 mai 2022                           |

## Production

### Écriture de l'adaptation
En thérapie est l'adaptation la plus récente de la série télévisée israélienne BeTipul — adaptée dans une quinzaine de pays entre 2009 et 2013 principalement — dont la version plus connue en France est la série américaine En analyse (In Treatment) interprétée par Gabriel Byrne dans le rôle principal de l'analyste. La version québécoise, également intitulée En thérapie, date de 2012 avec François Papineau dans le rôle principal.

### Tournage
Le tournage de la 1re saison s'est déroulé de novembre 2019 à janvier 2020, pendant 70 jours. Pour le cabinet du psychanalyste, il a eu lieu au 16 avenue Foch à Paris. La rue filmée en bas du cabinet est la rue Dupont-de-l'Eure, dans le 20e arrondissement de Paris. À la fin du 28e épisode de la première saison, la scène entre Camille et sa mère fut tournée à la terrasse du bar-restaurant Aux petits oignons situé no 11 de la rue.
Le générique est composé d'images 8mm issues des archives familiales d'Éric Tolédano, tournées par son père.

### Acteurs
Avant le développement, c'est Vincent Lindon qui était pressenti pour jouer le psychanalyste. Ce rôle principal, finalement joué par Frédéric Pierrot, avait aussi été refusé par Édouard Baer qui considérait qu'il y avait trop de texte à retenir. Finalement, Frédéric Pierrot a joué avec une oreillette pour pallier ce problème.
L'épisode 31 de la première saison contient un message d'hommage à Djemel Barek qui jouait Mohammed Chibane, le père d'Adel et qui est mort le 30 juillet 2020.

### Deuxième saison
En 2021, une saison 2 est développée par les créateurs Éric Toledano et Olivier Nakache. Les deux scénaristes principaux Vincent Poymiro et David Elkaïm ont annoncé refuser de participer à l'écriture de cette deuxième saison à la suite d'un désaccord avec la production,. Les scénaristes demandaient en effet d'être considérés comme showrunners (poste qui était déjà plus ou moins pris par les réalisateurs) et entrer en coproduction (et donc avoir une part financière sur les recettes de la série). Le refus de la production s'explique notamment du fait qu'il s'agissait d'une adaptation et non d'une idée originale apportée par les scénaristes de sorte qu'ils n'avaient pas autant de légitimité pour leurs demandes.
L'action de la deuxième saison se déroule à la suite du premier confinement lié à l'épidémie de Covid-19 en France. Le personnage du psychanalyste incarné par Frédéric Pierrot reste la figure centrale de la série, avec l'arrivée de nouveaux patients, interprétés par Eye Haïdara, Suzanne Lindon, Jacques Weber et Aliocha Delmotte. Le rôle de la contrôleuse psychanalytique jouée par Carole Bouquet dans la 1re saison, est repris par Charlotte Gainsbourg, sous la forme d'un autre personnage. Les personnages de la saison 1 joués par Clémence Poésy et Pio Marmaï seront de retour ponctuellement ; ils jouent le rôle des parents du jeune patient Robin. Les épisodes sont réalisés par Éric Toledano et Olivier Nakache, Agnès Jaoui, Emmanuelle Bercot, Arnaud Desplechin et Emmanuel Finkiel, chacun réalisant les épisodes liés à un des personnages en particulier.
La diffusion de la deuxième saison débute le 7 avril 2022 sur Arte et en intégralité sur la plateforme de streaming de la chaîne dès le 31 mars 2022.
En septembre 2022, il est annoncé qu'il n'y aura pas de troisième saison. Cette décision n'a aucun lien avec les audiences, très bonnes pour une série Arte, mais résulte d'un choix de la part des créateurs de retourner au cinéma.

## Audiences

### Saison 1
La 1re saison de la série connait un beau succès d'audience pour la chaine Arte, particulièrement lors de la diffusion des cinq premiers épisodes le 4 février 2021. À cette occasion, elle réalise le deuxième meilleur score historique pour une série d’Arte ; un record qui reste détenu par la mini-série Dérapages diffusée en 2020.
Après six semaines de diffusion, la saison 1 de la série est devenue la plus vue de l'histoire du site arte.tv. Elle cumule 36,5 millions de vues, principalement réalisées en France, uniquement sur sa plate-forme numérique.
Les audiences ci-dessous sont évaluées sur celles de la moyenne des cinq épisodes diffusés chaque soirée jusqu'à 23 h et non sur le pic d'audience traditionnel de première partie de soirée.
| N°    | Titre            | Date de diffusion France | Téléspectateurs | Part d'audience |
| ----- | ---------------- | ------------------------ | --------------- | --------------- |
| 1-5   | Épisodes 1 à 5   | jeudi 4 février 2021     | 2 085 000       | 8,2 %           |
| 6-10  | Épisodes 6 à 10  | jeudi 11 février 2021    | 1 404 000       | 5,5 %           |
| 11-15 | Épisodes 11 à 15 | jeudi 18 février 2021    | 1 293 000       | 6 %             |
| 16-20 | Épisodes 16 à 20 | jeudi 25 février 2021    | 1 143 000       | 4,8 %           |
| 21-25 | Épisodes 21 à 25 | jeudi 4 mars 2021        | 1 338 000       | 5,5 %           |
| 26-30 | Épisodes 26 à 30 | jeudi 11 mars 2021       | 1 280 000       | 5,2 %           |
| 31-35 | Épisodes 31 à 35 | jeudi 18 mars 2021       | 1 279 000       | 5,1 %           |

Légende :
- Les plus hauts chiffres d'audience
- Les plus bas chiffres d'audience

### Saison 2
Après six semaines de diffusion, les épisodes de la saison 2 de la série ont été visionnés 26,4 millions de fois sur le site de la chaine Arte.tv.
En 2022, les audiences totales en France de la saison 2 (audience numériques et audiences antenne) cumulent 52 millions de vidéos vues (1,2 million de téléspectateurs en moyenne par épisode) et 5,3 % de parts de marché.
Les audiences ci-dessous sont évaluées sur celles de la moyenne des cinq épisodes diffusés chaque soirée jusqu'à 23 h et non sur le pic d'audience traditionnel de première partie de soirée.
| N°    | Titre            | Date de diffusion France | Téléspectateurs | Part d'audience |
| ----- | ---------------- | ------------------------ | --------------- | --------------- |
| 1-5   | Épisodes 1 à 5   | jeudi 7 avril 2022       | 1 241 000       | 5,5 %           |
| 6-10  | Épisodes 6 à 10  | jeudi 14 avril 2022      | 1 092 000       | 4,9 %           |
| 11-15 | Épisodes 11 à 15 | jeudi 21 avril 2022      | 761 000         | 3,4 %           |
| 16-20 | Épisodes 16 à 20 | jeudi 28 avril 2022      | Non connu       | Non connu       |
| 21-25 | Épisodes 21 à 25 | jeudi 5 mai 2022         | 863 000         | 3,9 %           |
| 26-30 | Épisodes 26 à 30 | jeudi 12 mai 2022        | 784 000         | 3,5 %           |
| 31-35 | Épisodes 31 à 35 | jeudi 19 mai 2022        | 675 000         | 3,2 %           |

Légende :
- Les plus hauts chiffres d'audience
- Les plus bas chiffres d'audience

## Critiques
Selon Audrey Fournier pour Le Monde « à mille lieues des numéros nombrilistes et bavards habituels, En thérapie met en scène avec élégance la mise à nu de patients confrontés à l’indicible », mais s'émousse lorsqu'elle colle trop à la réalité des attentats (qui cependant fait écho avec la pandémie de 2020) ; les rôles féminins sont les plus réussis.
Émilie Gavoille pour Télérama qualifie la première saison de la série de « chef-d’œuvre ».